# Frontera entre el Brasil i França
La frontera entre el Brasil i França és una frontera internacional continu que delimita els territoris nacionals de tots dos països adjacents al nord-est d'Amèrica del Sud, així com fora d'ella a l'oceà Atlàntic. Segons les autoritats brasileres té una extensió de 730,4 km, i separa l'estat brasiler d'Amapá de la Guaiana Francesa, que és una regió i departament d'ultramar francès.

Mapa de la zona fronterera

## Geografia

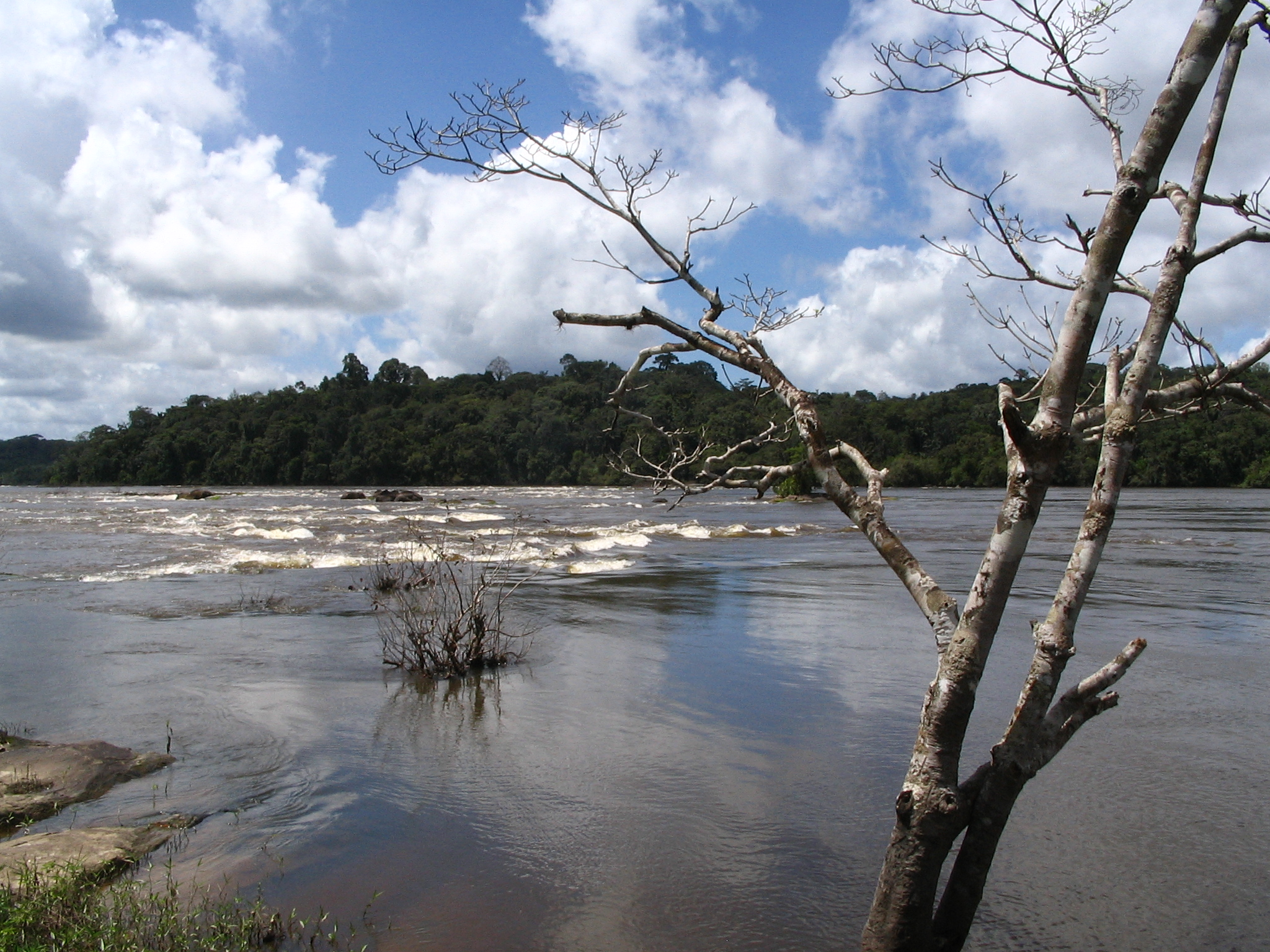
La frontera al salt Maripa, al riu Oyapock

En el seu extrem sud-oest, la frontera franco-brasilera comença a l'Escut guaianès pel trifini on es troba la frontera entre el Brasil i Surinam i la frontera entre aquest últim i França. En els mapes de l'Institut Nacional d'Informació Geogràfica i Forestal aquest punt es denomina Koulimapopann i se situa en les coordenades 02° 20′ 15.2″ N, 54° 26′ 04.4″ O / 2.337556°N,54.434556°O.
Des d'aquest punt, s'estén cap a l'est 303,2 quilòmetres pel cim de la Serra de Tumucumaque al llarg de la línia de la divisòria d'aigües entre la conca de l'Amazones i els rius de la Guaiana que flueixen directament a l'oceà Atlàntic. Després el límit voreja les comunes franceses de Maripasoula i Camopi que se situen al capdavant del municipi brasiler de Laranjal do Jari. Després segueix pel curs del riu Oyapock, que flueix cap al nord enmig de la selva, i que serveix de límit per 427,2 quilòmetres entre els territoris de les comunes de Camopi i Saint-Georges, d'una banda i del municipi d'Oiapoque per l'altra.
Arriba a la desembocadura del riu a l'oest del cap Orange en el punt 04° 30′ 30″ N, 51° 38′ 12″ O / 4.50833°N,51.63667°O. A partir d'aquí, que es troba obri la badia d'Oyapoque, s'estén la frontera marítima que separa les aigües territorials dels dos països.
Íntegrament la frontera corre per 730,4 quilòmetres, per la qual cosa és la 121a frontera terrestre més llarga del món, just darrere de la frontera entre Noruega i Finlàndia, i just davant de la frontera entre Rússia i Geòrgia. És també la fronteres més llarga de França, antecedint a la frontera franco-espanyola, que és més curta per uns cent quilòmetres. En canvi, és la més curta de les deu fronteres de Brasil després de la seva frontera amb Surinam.

## Història
Les bases per a la demarcació de la frontera es van donar en el tractat d'Utrecht de 1713 entre França i Portugal, però existien diferents interpretacions en relació amb la delimitació exacta. França considerava que era el riu nomenat Japoc en els mapes es corresponia a l'actual riu Araguari, mentre que per a Brasil era el riu Oyapock. La disputa es va perllongar durant dos segles, i una vegada que Brasil es va independitzar va traslladar diversos cossos militars i missions cristianes a la regió, en el que es va convertir en el litigi franco-brasiler, en el qual tots dos bàndols es van acusar mútuament de violar la seva respectiva integritat territorial. Finalment, l'arbitratge internacional proporcionat per Suïssa en 1900 va donar la raó a Brasil, ja que la delegació brasilera, encapçalada pel Baró de Rio Branco qui ja havia obtingut un arbitratge favorable contra Argentina, es va guanyar els àrbitres a causa de la seva alta preparació mentre que França, poc interessada en el tema i més preocupada per la colonització d'Àfrica, va enviar diplomàtics que no estaven familiaritzats amb el tema: uns 260 000 km² de terra que abans havien estat ocupades per colons francesos de la Guaiana van ser traspassades a Brasil.

## Punts de pas
La frontera es troba en una zona de selva humida molt remota, bona part d'ella és una àrea protegida dins dels Parcs Nacionals de Muntanyes Tumucumaqe (Brasil) i del Parc Amazònic (Guaiana). Per aquesta raó, el pas de Guaiana francesa a Brasil ha estat durant molt temps molt difícil.

### Pas entre Saint-Georges-de-l'Oyapock i Oiapoque

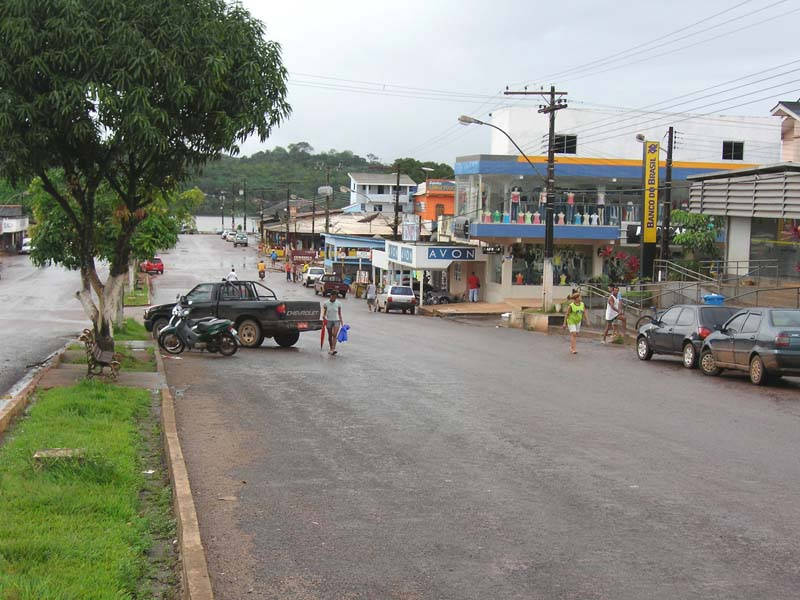
Vista d'Oiapoque, a Brasil. El riu és visible en el fons de la imatge.

La construcció en 2003 d'un pont entre Approuague i Régina va unir Caiena amb Saint-Georges a la frontera a través de la Ruta nacional RN2 en dues hores i mitja va ser un primer pas per aconseguir aquesta connexió. Els habitants estan acostumats a fer compres als països veïns a preus molt més baixos que en la Guaiana, mentre que en l'altra direcció els brasilers busquen treball a França.
Un projecte de llei francès presentat en juliol de 2005 va establir l'obertura d'un pont sobre el riu Oyapock a les ciutats frontereres de Saint-Georges (França) i Oiapoque (Brasil), per la qual cosa finalment seria possible travessar la frontera per carretera, que fins llavors només era possible prenent el ferri que triga una mitja hora. L'acord va ser ratificat per Brasil en 2006 i França en 2007. Després d'una licitació llançada en 2008, la construcció va ser assignada al grup brasiler EGESA/CMT. Els treballs van començar a final de 2009 i es va completar la primera fase en 2011, l'obertura al tràfic hauria de fer-se abans de 2013. Però en 2015 el pont encara no era pas obert a la circulació. A l'altre costat del riu, la carretera BR-156, parcialment pavimentada, ofereix accés a la capital d'Amapá, Macapá. La seva inauguració va tenir lloc el 18 de març de 2017.

### A l'interior
El riu Oyapock, accessible per mitjà de canoes en la major part del seu curs, conté nombrosos punts d'encreuament usats pels nadius americans de la regió, els Wayana, Teko, Kali'na, Palikur i Wayampi. També és travessada per immigrants brasilers que s'instal·len en la Guaiana Francesa, inclosos miners d'or o garimpeiros que remunten l'Oyapock per explotar els seus afluents. Els llogarets dels garimpeiros van ser formats d'aquesta manera als marges brasilers de l'Oyapock: davant de la Crique Sikini i la Vila Brasil de la ciutat de Camopi (Vila Brasil es va desenvolupar principalment en els dies en què els indígenes a Camopi van començar a rebre les prestacions socials). Hi hauria a la Guaiana 40 000 estrangers il·legals o 200 000 segons les últimes estimacions, 70% de nacionalitat brasilera, principalment dels estats d'Amapá i Pará, que s'aprofiten de la feble supervisió de la frontera per instal·lar-se a la Guaiana.